# Lygropia madagascariensis
Lygropia madagascariensis is een vlinder uit de familie van de grasmotten (Crambidae). De wetenschappelijke naam van deze soort is voor het eerst gepubliceerd in 2020 door Muhabbet Kemal en Ahmet Ömer Koçak.
De soort komt voor in Madagaskar.